# Psalterium romanum

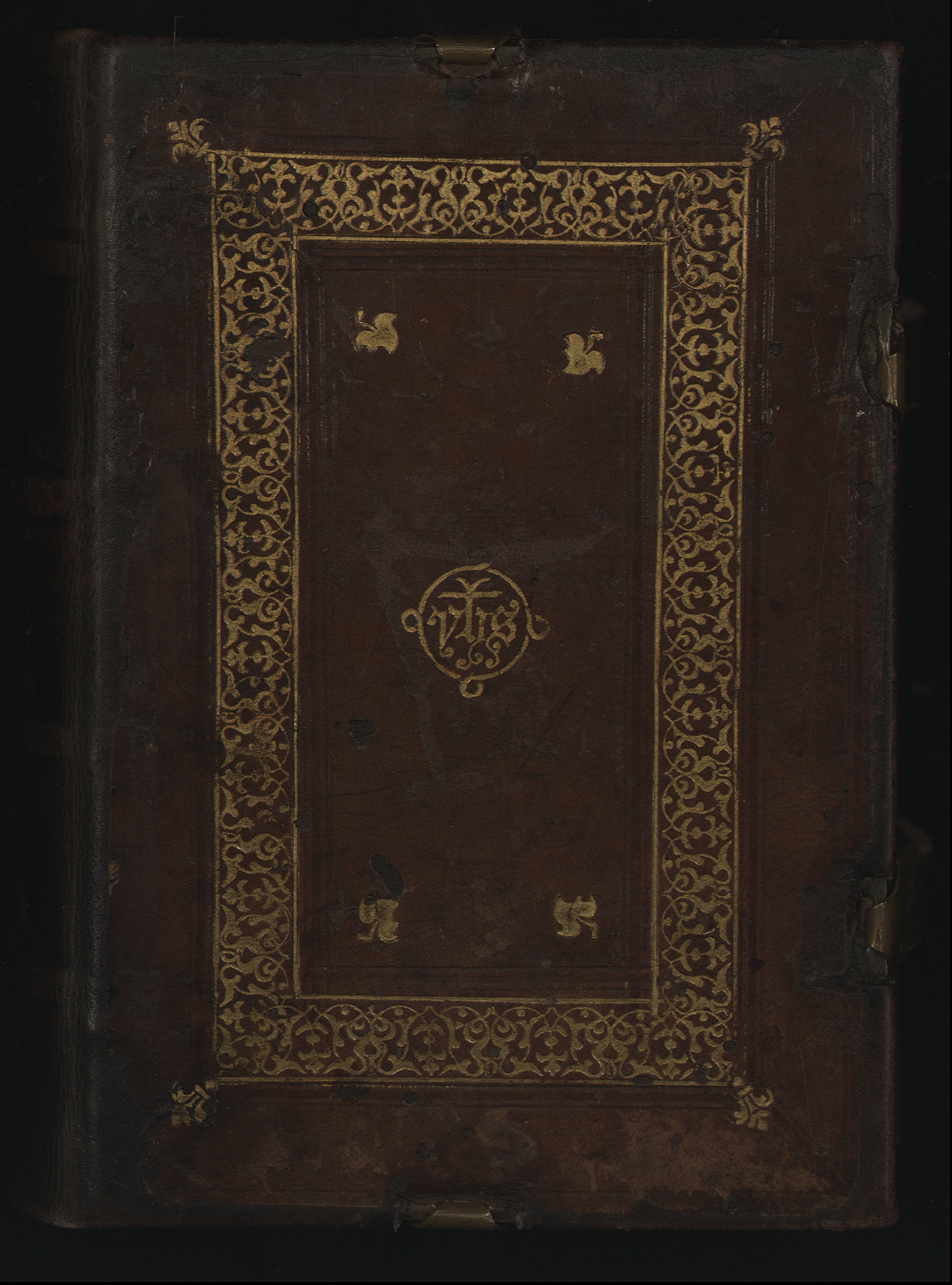
Copertina del Psalterium romanum, codice manoscritto del fondo Domenico Federici.

Il codice Psalterium romanum è un manoscritto membranaceo miniato della prima metà del XV sec., conservato presso la Biblioteca Federiciana di Fano.

## Descrizione
Il codice fa parte della biblioteca dell'abate Domenico Federici, il cui nucleo originario si costituì a Venezia tra il 1667 e il 1679. L'analisi stilistica della scrittura e della miniatura confermano la sua provenienza veneta, probabilmente commissionato da un frate o da un insediamento francescano. La scrittura è fortemente caratterizzata in senso gotico mentre la legatura antica è costituita da piatti lignei in pelle marrone. È composto da 31 fascicoli manoscritti contenenti quattro storie a tema religioso:
- la Madonna dell'umiltà col Bambino e i santi Francesco di Assisi e Ludovico di Tolosa;
- l'apparizione di Dio a David;
- Visitazione;
- Pentecoste.

Le illustrazioni miniate, probabilmente da due diversi autori, sono realizzate a penna e a pennello e oltre a foglie, boccioli e fiori accolgono anche animali e mostri di origine oltremondana.